# O moralnym i politycznym prymacie Włochów
Del primato morale e civile degli Italiani (O moralnym i politycznym prymacie Włochów) – jedno z najważniejszych dzieł Vincenza Giobertiego, ukazało się w 1843 roku w Brukseli. Gioberti zawarł w nim przede wszystkim własną wizję rozwoju Risorgimenta, wizję, która trwale wpłynęła na historię Półwyspu Apenińskiego.

## Charakterystyka
Gioberti odżegnując się od rewolucji wyobrażał sobie przyszłą organizację Włoch jako federację, ale w przeciwieństwie do innych umiarkowanych reformatorów kierownictwo w niej oddawał papieżowi. Uważał on, że nienawiść do Austrii jest platformą porozumienia wszystkich Włochów i że powinni oni skupić się właśnie wokół papieża, ażeby bronić przed "nowymi Wandalami" nie tylko Italię, ale i kulturę łacińską. Gioberti sądził, że papież, choć pozostaje głową wszystkich katolików, jest on przede wszystkim twórcą "ducha włoskiego", a to oznacza, że "Włochy duchowo tkwią w papieżu tak, jak materialnie papież znajduje się w Italii". Papiestwo w systemie Giobertiego zajmowało wybitne miejsce. Widział on w papieżach nie tylko obrońców wiary, ale także obrońców wolności Italii.
Autor Il primato starał się nie występować przeciw realiom politycznym - może świadczyć o tym to, że Risorgimento w jego koncepcji potrzebowało dwóch budowniczych. Pierwszym miał być papież, któremu miało przysługiwać kierownictwo moralne jako ziemskiemu przywódcy religii katolickiej, religii stanowiącej podstawę odrodzenia kulturalnego i narodowego Włoch. Drugim niezbędnym ogniwem pozostawał król Sardynii, który powinien bronić Italii przed zakusami wrogów i który miał poderwać Włochów do walki zbrojnej o jedność.
Oryginalna myśl dzieła Giobertiego bardzo szybko zyskała dużą popularność, gdyż w chwili ukazania się Il primato w całej Italii istniała świadomość konieczności reform, zrzucenia hegemonii austriackiej i odrodzenia narodowego. Brakowało jednakże wyraźnego programu działania dla umiarkowanych reformatorów. Pustkę tę w 1843 roku wypełnił właśnie Gioberti swoim dziełem, wykazując, że w ciągu dziejów papiestwo i Italia były ze sobą ściśle związane i że Stolica Apostolska była ostoją ducha narodowego mieszkańców półwyspu. Gioberti stał się niemalże wyrocznią moralną Włochów. Jego wystąpienie, gloryfikujące rolę papieża i wzywające kler do współpracy z ruchem narodowym, nazwano, bardzo szybko zresztą, programem neogwelfickim. Wynikało to z faktu przyznania prymatu papieżowi i z powierzenia mu przewodnictwa w walce z Austrią.